# آ لا زینگارا
سس زینگوره از برندهای مختلف
در آشپزی فرانسوی، آ لا زینگارا (به فرانسوی: À la zingara)، به معنی «مدل کولی»، یک نوع تزئین غذایی است که از ژامبون خرد شده، زبان، قارچ و ترافل مخلوط در سس گوجه فرنگی، ترخون و گاهی مادیرا تشکیل شده‌است. این تزئین با گوشت قرمز، گوشت سفید و گاهی تخم‌مرغ همراه می‌شود.